# Eberhard Baumann (Grafikdesigner)
Eberhard „Ebo“ Baumann  (* 14. März 1930 in Neukirchen im Erzgebirge; † 18. Mai 2013 in Berlin) war ein deutscher Grafikdesigner und Filmschaffender.

## Biografie
Eberhard Baumann ging nach seiner Ausbildung als Werbegrafiker mit 18 Jahren nach Berlin und absolvierte dort ein Studium an der Hochschule für bildende und angewandte Kunst in Berlin-Weißensee. Danach arbeitete er als Entwerfer für Textildruck am Modeinstitut Ost. Ende der 1950er Jahre wurde er Chefgrafiker des DDR Fernsehfunks. Später arbeitete er als freischaffender Künstler für das Fernsehen, Verlage und Zeitschriften. Das wohl bekannteste von ihm illustrierte Buch ist das Buch Weltall, Erde Mensch, welches jeder Jugendweihling überreicht bekam. Weite Verbreitung fand in der DDR auch das von ihm mit illustrierte Buch von Werner Hirte: 1000 Dinge selbst gebaut. Ein Buch für Heimwerker (Urania-Verlag, Leipzig).
Im Alter von 67 Jahren beendete Baumann seine berufliche Karriere und widmete sich der freien Malerei. Dabei hatte es ihm vor allem die Insel Hiddensee angetan. Sommer für Sommer verbrachte er hier und schuf dabei viele Bilder. Dann malte er zunehmend Bilder seiner alten Heimat.

## Werke

### Filmografie
- 1968: „Schnell wie das Licht“ (Dokumentarfilm, Dialog-Regie)
- 1973/1974: „Mensch und Ozean“ (Dokumentarfilm, Animation)
- 1974: „Ursache Alkohol“ (Dokumentarfilm, Dialogregie)

### Druckgrafik
- Der Fuchs und die Weintrauben (vor 1953, Holzschnitt, 53 × 39 cm)
- Die Bauern (vor 1953, Holzschnitt, 53 × 39 cm)

## Ausstellungen (Auswahl)
- 1952: Bautzen, Görlitz und Zittau (Wanderausstellung „Berliner Künstler“)

- 1979: Berlin, Ausstellungszentrum am Fernsehturm („Die Buchillustrationen in der DDR. 1949 – 1979“)
- 2006: und 2012 Neukirchen, Kunsthof (Einzelausstellungen)